# Krigsåret 1733

## Pågående krig
- Korsikanska upproret (1733-1743)[1]

- Polska tronföljdskriget (1733-1738)[2]
  - Kungariket Polen (under Stanisław Leszczyński), Frankrike, Spanien, Hertigdömet Savojen på ena sidan
  - Kungariket Polen (under August III), Ryssland, Kurfurstendömet Sachsen och Österrike på andra sidan

### Fotnoter
1. ↑  ”WHKMLA”. http://www.zum.de/whkmla/military/18cen/corsica17551769.html. Läst 30 juni 2011.
2. ↑  ”World Statesmen”. http://www.worldstatesmen.org/WARS.html. Läst 28 juni 2011.